# Новикова, Клавдия Николаевна
Клавдия Николаевна Новикова (род. 7 марта 1957 года, город Скопин) — государственный и политический деятель. Депутат Государственной Думы пятого созыва, член фракции Единая Россия в Государственной думе V созыва, член Комитета Думы по труду и социальной политике.

## Биография
Клавдия Николаевна родилась 7 марта в 1957 году, в городе Скопине Рязанской области.
В 1979 году завершила обучение и получила диплом о высшем образовании Казанского химико-технологического института им. С. М. Кирова. В 1997 году завершила обучение во втором высшем учебном заведении, окончив Казанский государственный медицинский университет. Третье высшее образование получила в 2002 году в Татарском институте содействия бизнесу. В 2001 году защитила кандидатскую диссертацию на тему «Управленческие ресурсы системы социальной защиты населения: на материалах Республики Татарстан», в 2011 году защитила докторскую диссертацию на тему «Управление системой социальной защиты населения в условиях формирования новой социально-экономической среды в России», является доктором социологических наук.
В 1979 году начинает свою трудовую деятельность работником Казанского авиационного производственного объединения. Здесь она заняла пост инженера-технолога, затем заместителя секретаря парткома.
В 1987 году избрана секретарём Ленинского райкома КПСС.
С 1990 по 1995 годы работает в должности заместителя председателя Ленинского райсовета, затем заместителя главы администрации Авиастроительного района города Казани.
С 1995 по 1996 год трудится в должности заместителя главы администрации Авиастроительного района города Казани.
В 1996 году назначена на должность министра социального обеспечения Республики Татарстан. С 2001 года министр социальной защиты Республики Татарстан.
В декабре 2007 года на выборах в Государственную Думу V созыва по федеральным спискам кандидатов от партии Единая Россия одерживает победу и становится депутатом. Работает в Государственной Думе членом по труду и социальной политике. Член фракции Единая Россия в Государственной думе V созыва. Срок полномочий завершился в декабре 2011 года.
После завершения срока полномочий депутата Государственной Думы вернулась в Казань и стала работать в Институте массовых коммуникаций и социальных наук.
Замужем.